# Deep Fried Fanclub
Deep Fried Fanclub è una raccolta del gruppo musicale britannico Teenage Fanclub pubblicata nel 1995.

## Tracce
1. Everything Flows – 5:11 (Norman Blake)
2. Primary Education – 2:46 (Blake)
3. Speeeder – 1:28 (Blake, Raymond McGinley)
4. Critical Mass (Original) – 3:04 (Blake)
5. The Ballad of John and Yoko – 3:03 (John Lennon, Paul McCartney)
6. God Knows It's True – 4:53 (Blake)
7. Weedbreak – 2:34 (Blake, McGinley, Gerard Love, Brendan O'Hare)
8. So Far Gone – 3:17 (Love)
9. Ghetto Blaster – 1:49 (Blake, McGinley, Love, O'Hare)
10. Don't Cry No Tears – 2:29 (Neil Young)
11. Free Again – 2:13 (Alex Chilton)
12. Bad Seed – 2:04 (Beat Happening)

## Formazione
- Norman Blake – chitarra, voce
- Gerard Love – basso, voce
- Raymond McGinley – chitarra, voce
- Brendan O'Hare – batteria
- Francis MacDonald – batteria